# Maria Both
Maria Both (Târgu Mureș, 1941) è un'ex nuotatrice rumena.
Specializzata nel dorso, ha partecipato ai Giochi di Helsinki 1952.
Alle Universiadi del 1961, ha vinto 1 argento nella Staffetta mista 4x100m ed 1 bronzo nei 100m dorso.